# Mirafra cheniana
Mirafra cheniana е вид птица от семейство Чучулигови (Alaudidae). Видът е почти застрашен от изчезване.

## Разпространение
Видът е разпространен в Ботсвана, Зимбабве и Южна Африка.